# Lorenz-machine

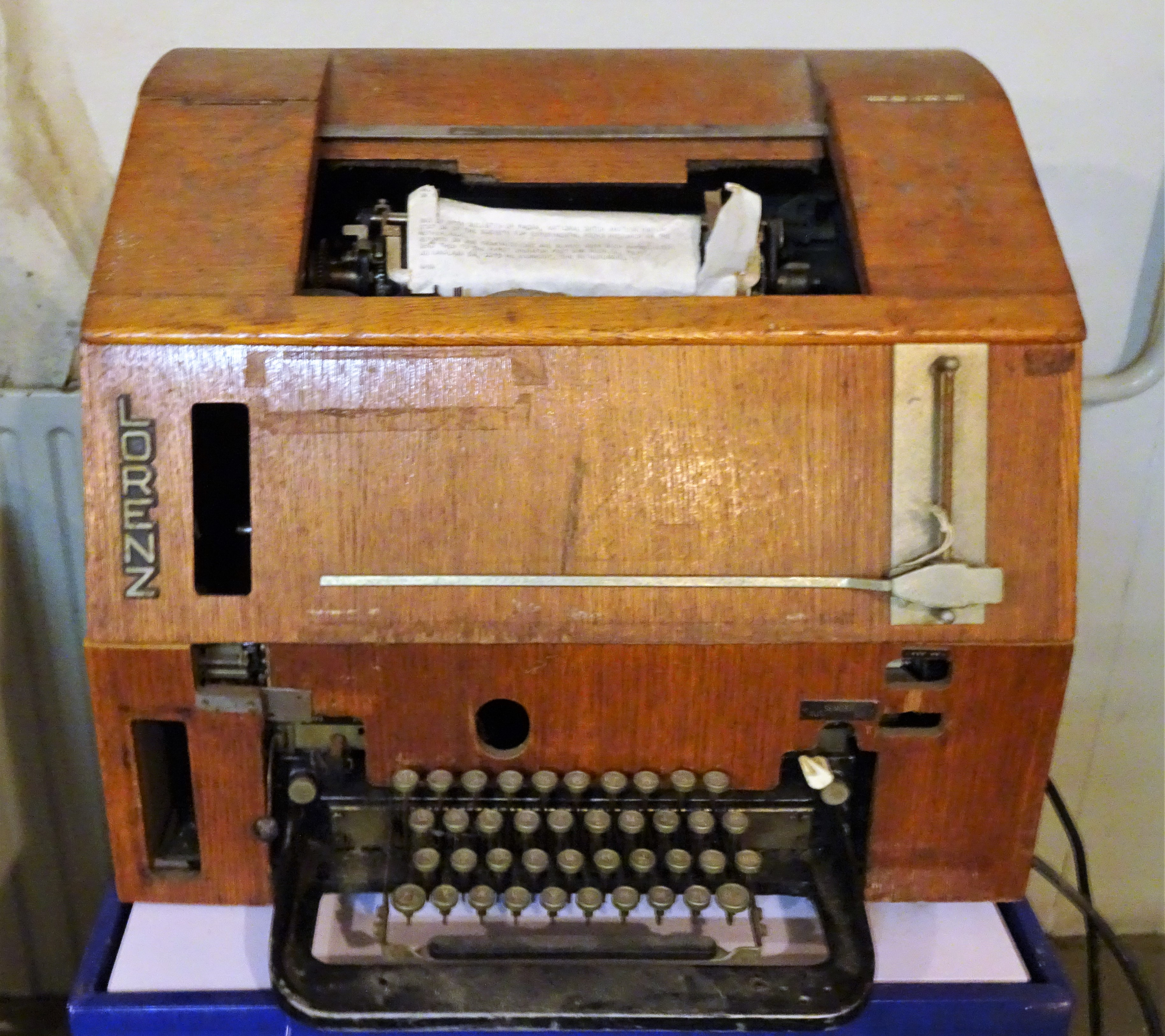
Lorenz-codeermachine in de Duitse bunker in bunkercomplex Overvoorde in Rijswijk.

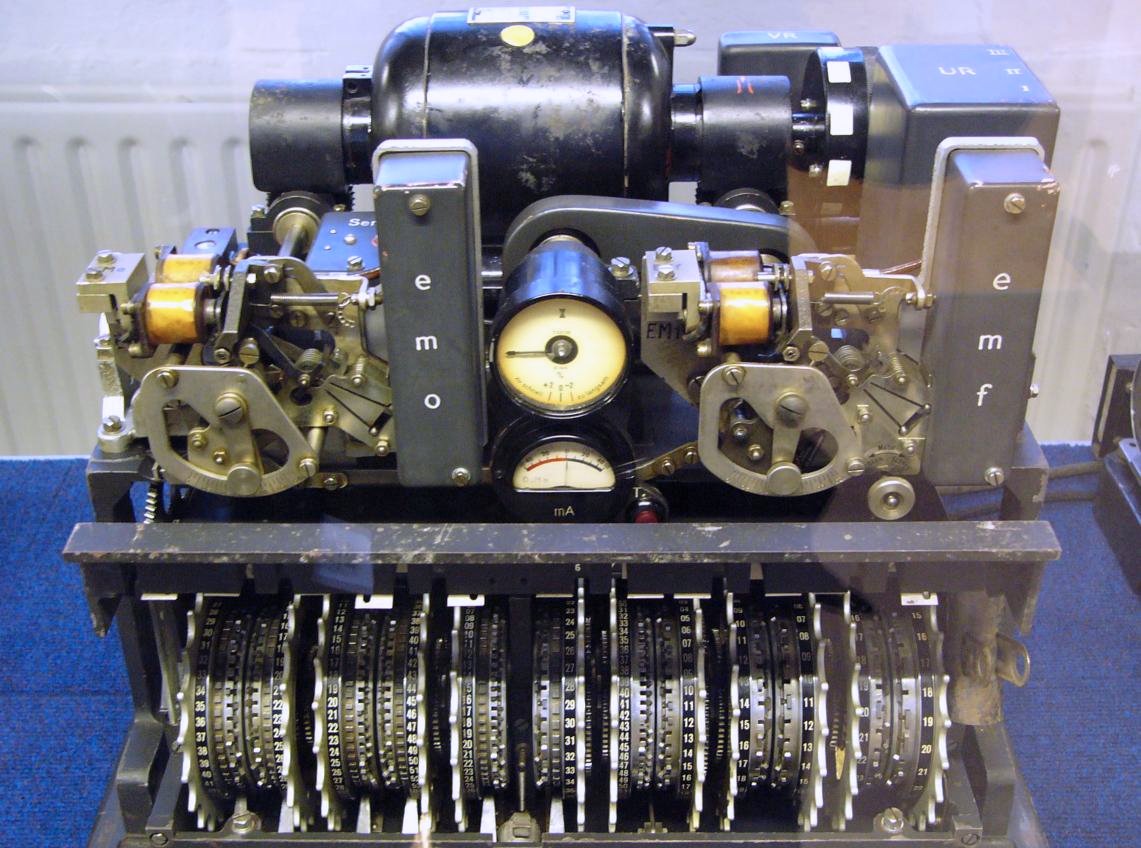
De Lorenz-machine werd gebruikt om de communicatie tussen Duitse legergroepen op hoog niveau te versleutelen. Britse codekrakers wisten de code te breken.

De Lorenz SZ 40 en SZ 42 (Schlüsselzusatz, wat "sleuteltoevoeging" betekent) waren machines die door de Duitsers tijdens de Tweede Wereldoorlog werden gebruikt om codesleutels te genereren. Deze codes werden gebruikt om de communicatie op hoog niveau tussen verschillende legeronderdelen te versleutelen.
Terwijl de bekende Enigma vooral gebruikt werd door onderdelen in het veld, werd de Lorenz-machine exclusief gebruikt voor het versturen van berichten op hoog niveau, zoals tussen Hitler en zijn generaals, waar men zich de zware machine en de teletypemachine kon veroorloven. De Lorenz-machine zelf was 51 × 46 × 46 cm groot en werd gebruikt als uitbreiding van de standaard Lorenz-teleprinter.

## Werking
De machine werd ontwikkeld door het Lorenz-bedrijf en gebruikte een methode die in 1918 was ontwikkeld door de Amerikaan Gilbert Vernam. Deze methode bestaat uit het coderen van elke letter in vijf bits (in totaal worden 32 karakters gebruikt). Vervolgens wordt karakter voor karakter het bericht ge-XOR'ed met een rij versleutelkarakters. Deze versleutelde tekst wordt vervolgens verstuurd. Aan de ontvangende kant wordt de tekst opnieuw ge-XOR'ed met de sleutel en krijgt men de originele tekst weer terug. Vernam stelde voor om een compleet willekeurige rij karakters te gebruiken die voorgedrukt werden op een papierstrook, die synchroon aan beide kanten van de lijn werd ingevoerd. Zo'n methode die gebruikmaakt van een compleet willekeurige rij karakters heet een one-time pad en is onbreekbaar als men de sleutel niet kan bemachtigen.
Aangezien het in het midden van een oorlog moeilijk is om er zeker van te zijn dat dezelfde willekeurige rij karakters beschikbaar is aan beide kanten van de communicatielijn werd door de Duitsers gekozen voor een andere implementatie. De Lorenz-machines moesten dezelfde pseudowillekeurige rij genereren aan beide kanten van de lijn.

## Het breken van de code
De eerste berichten die versleuteld waren met de Lorenz-machine werden begin 1940 onderschept door de Engelsen. John Tiltman, een van de top-codekrakers in Bletchley Park, raakte geïntrigeerd door deze berichten en ontdekte dat ze geschreven waren met behulp van de Vernam-methode. Hij bedacht dat, aangezien de Vernam-methode gebruikmaakt van de XOR-operatie, het mogelijk was de sleutel te ontdekken als de Duitsers de fout zouden maken tweemaal dezelfde sleutelinstellingen te gebruiken om verschillende teksten te versturen. Als dat gebeurde, was het mogelijk om de twee ontvangen berichten op te tellen, dan zou de sleutel eruit vallen en bleef er slechts een rij karakters over die het resultaat waren van het aftrekken van twee ongecodeerde Duitse teksten. Als de berichten echt totaal verschillend waren was het onmogelijk om er veel wijs van te worden. Het was vaak slechts mogelijk korte stukjes te lezen aan het begin van de berichten.
Op 30 augustus 1941 maakte een Duitse operator een grote fout. Een lang bericht van bijna 4000 karakters moest verstuurd worden van de ene commandopost naar de andere, waarschijnlijk van Athene naar Wenen. Hij stelde zijn Lorenz-machine in en begon met zenden. Nadat het hele bericht verstuurd was kreeg hij bericht terug dat het bericht niet goed was aangekomen en of hij het opnieuw kon sturen. Hoewel hun zendprocedure stelde dat hij nooit tweemaal dezelfde instellingen mocht gebruiken, stelde hij opnieuw de Lorenz-machine op dezelfde manier in. Als de operator nu opnieuw exact dezelfde tekst had verstuurd was er niets aan de hand geweest. Dan hadden de Engelsen tweemaal precies dezelfde rij onzinkarakters ontvangen. De operator was echter lui en besloot in sommige stukken afkortingen te gebruiken, daardoor werd de hele tekst ongeveer vijfhonderd karakters korter.
Deze fout was de doorbraak waar de Engelsen op hadden gehoopt. Aangezien ze nu twee bijna dezelfde teksten hadden, die met dezelfde instellingen waren gecodeerd, was het mogelijk om te achterhalen hoe de reeks sleutelkarakters eruitzag. Bill Tutte wist aan de hand van deze reeks te achterhalen hoe de Lorenz-machine werkte. De Britten waren toen in staat om hun eigen implementatie van deze methode te bouwen. Het enige probleem was om steeds de juiste begininstellingen te vinden. Dit was een moeizaam proces, wat ertoe leidde dat het vier tot zes weken duurde voor ze een bericht konden ontcijferen.

## Het machinetijdperk
De wiskundige Max Newman realiseerde zich dat een groot deel van het handwerk van de codebrekers ook door een machine kon worden gedaan. Zijn algoritme werd geïmplementeerd in de Heath Robinson-machine. Deze machine liet zien dat het algoritme van Newman werkte en er werd besloten een grotere volledige geautomatiseerde machine te bouwen. Tommy Flowers ontwierp en bouwde vervolgens de Colossus, een machine die bestond uit 1500 elektronenbuizen.
De eerste uitvoering van de Colossus, de Mark I, werd ingezet vanaf januari 1944 en had direct succes. Met deze machine waren de Britten in staat de Lorenz-berichten in een aantal uren in plaats van weken te ontcijferen. Dit kwam precies op tijd om te laten zien dat Hitler in de afleidingsmanoeuvres was getrapt die de geallieerden hadden ontplooid als voorbereiding op D-Day. De Engelsen en Amerikanen bombardeerden voor de landing op Normandië alle landlijnen, terwijl ook het Franse verzet telefoonlijnen saboteerde. De Duitsers waren daardoor genoodzaakt al hun berichten radiografisch via de Lorenz te verzenden. De geallieerden verkregen hierdoor zeer belangrijke informatie.
De Colossus was de eerste computer, hij werd twee jaar voor de Amerikaanse eerste computer, de ENIAC, gebouwd.

## Trivia
De Britse codebrekers noemden alle Duits gecodeerd telexverkeer "Fish" (Vis) en de Lorenzmachine kreeg de codenaam "Tunny" (Tonijn).